# ابی (آخرین بازمانده از ما)
اَبی با نام کامل ابیگیل اندرسون (انگلیسی: Abigail Anderson) یک شخصیت خیالی در سری بازی آخرین بازمانده از ما قسمت ۲ می‌باشد که توسط شرکت ناتی داگ خلق شد. لورا بیلی گوینده این شخصیت بوده و ضبط حرکت آن را بر عهده داشت. این شخصیت توسط نیل دراکمن برای قسمت دوم مجموعه آخرین بازمانده از ما ساخته شد. هدف دراکمن از این شخصیت به گونه ای بود که در ابتدا بازیکنان به‌خاطر کشته شدن جول میلر (Joel Miller) از وی تنفر پیدا کنند و کم‌کم به دلیل کشته شدن دوستان ابی (به‌خصوص پدر او) با وی احساس هم‌دردی داشته باشند.
شخصیت ابی توسط منتقدین با نظرات مثبتی رو به رو شد و بسیاری از منتقدین اعلام کردند قابل باور بودن این شخصیت آن را تبدیل به یک شخصیت دوست‌داشتنی در انتهای بازی کرده است. گرچه برخی از نظرات منفی در مورد فیزیک عضلانی شخصیت بود اما عملکرد لورا بیلی در این شخصیت باعث شد تا برنده جوایز بازی ۲۰۲۰ و جوایز آکادمی بازی‌های بریتانیا شود.